# Satu de Sus, Prahova
Satu de Sus (în trecut, Țigănia) este un sat în comuna Cocorăștii Colț din județul Prahova, Muntenia, România.